# Sikt

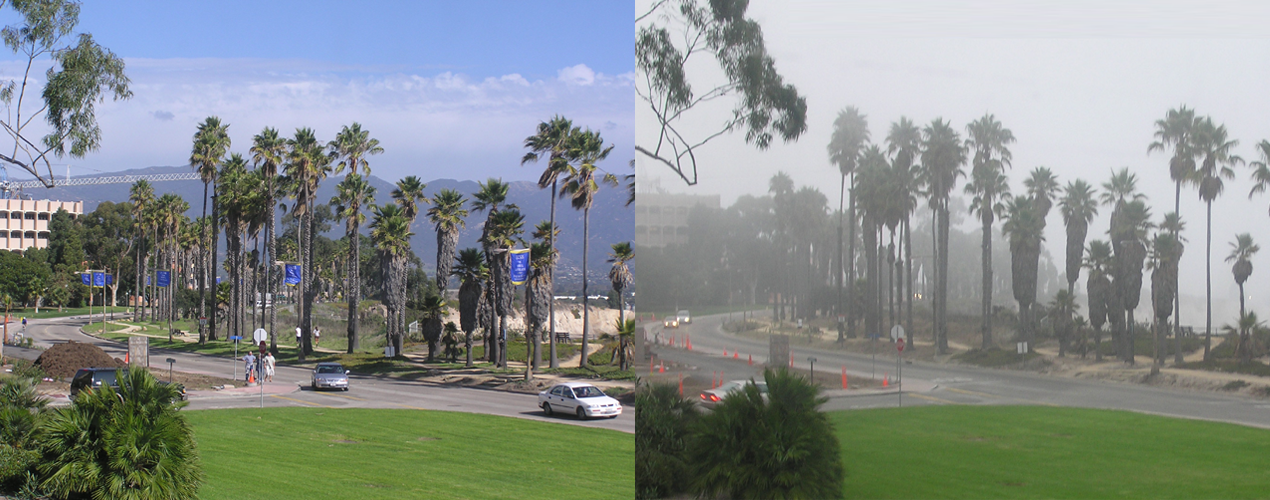
Sikt vid klart väder och vid dimma.

Med sikt, kontursynvidd eller visibilitet avses inom meteorologin det största avstånd på vilket ett mörkt och tillräckligt stort föremål kan avteckna sig mot himlen. Det mäts i meter eller miles beroende på land. Sikten påverkar all sorts trafik; på vägar, för båttrafik och inom luftfart. Meteorologisk sikt avser luftens transparens; i mörker är sikten densamma som för samma luft i dagsljus.
Meteorologiska världsorganisationen (WMO) ger följande definition av sikt: "Den meteorologiska sikten är det största avstånd på vilket ett svart föremål av lämplig storlek beläget nära marken kan iakttas och igenkännas när det observeras mot horisonten under dagsljus, eller skulle ha kunnat iakttas och igenkännas under natten om ljusförhållandena varit de samma som under dagtid".
Meteorologisk synvidd, meteorogical optical range, är längden av den väg i atmosfären, som krävs för att reducera ljusflödet i en parallell stråle från en glödlampa med en temperatur av 2 700 grader Kelvin till 5 procent av dess ursprungsvärde.

### Webbkällor
- SMHI-kunskapsbanken: Sikt
- American Meteorological Society: Glossary of Meteorology: Visibility